# Alt-Leuteritz
Alt-Leuteritz ist ein Ortsteil der Ortschaft Mobschatz im Westen der sächsischen Landeshauptstadt Dresden. Er geht aus der Gemeinde Leuteritz hervor, von der 1970 Neu-Leuteritz abgespalten und Cossebaude zugeschlagen wurde. Die Gemarkung Leuteritz umfasst seitdem nur noch Alt-Leuteritz. Der Name Leuteritz leitet sich vermutlich vom Vornamen eines Lokators ab.

## Geografie

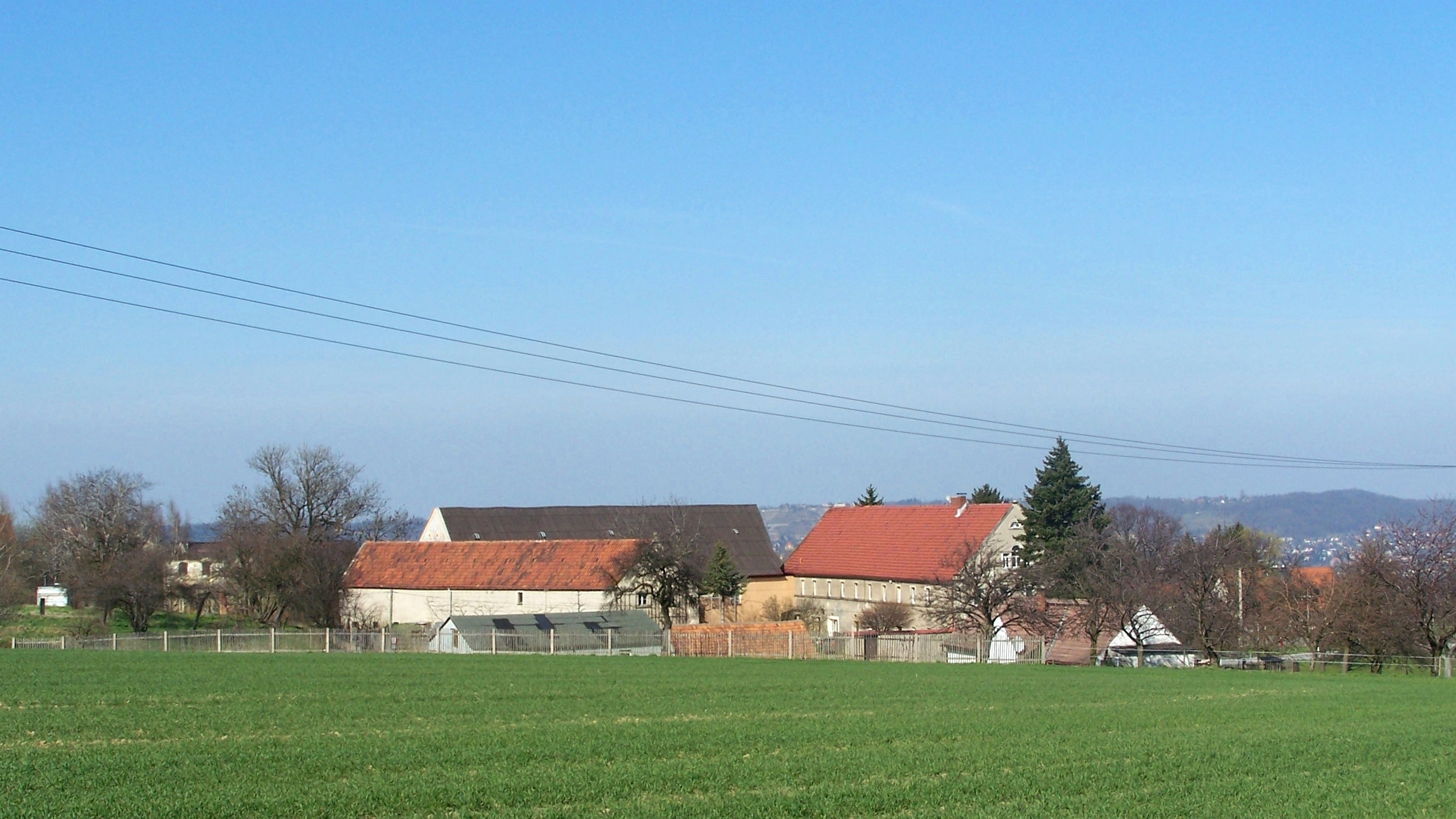
Alt-Leuteritz von Süden

Alt-Leuteritz liegt 8 km westlich des Dresdner Stadtzentrums, der Inneren Altstadt, auf der linkselbischen, Meißner Hochland genannten Lösshochfläche. Der Rand des Elbtalkessels befindet sich nur 1 km weiter nordöstlich. Angrenzende Gemarkungen sind die anderen Mobschatzer Ortsteile Mobschatz im Nordosten, Merbitz im Südosten, Podemus im Südwesten und Brabschütz im Westen. Im Norden grenzt es an den Cossebauder Ortsteil Neu-Leuteritz. Die Gemarkung Leuteritz beziehungsweise der flächenmäßig identische Ortsteil Alt-Leuteritz ist Teil des Dresdner statistischen Stadtteils Cossebaude/Mobschatz/Oberwartha.
Die östliche Flurgrenze des Ortsteils zu Merbitz und Mobschatz verläuft abschnittsweise im Tummelsgrund. Hier liegt zugleich mit 160 m ü. NN die tiefste Stelle der Gemarkung. Über die Alt-Leuteritzer Flur verläuft in einem etwa 800 m langen Abschnitt östlich des Autobahndreiecks Dresden-West die A 4. Sie passiert den auf einer Höhe von 220 m ü. NN gelegenen Alt-Leuteritzer Ortskern in nur 200 m Entfernung. Alt-Leuteritz hat sich durch den erhaltenen Ortskern und die noch immer weitgehend unbebaute Flur seinen ursprünglichen dörflichen Charakter bewahrt. Am Dorfplatz, der sich am Beginn des vom Lieschkenwasser durchflossenen Tummelsgrunds befindet, stehen noch heute mehrere alte, zum Teil verfallene Bauerngüter. Drei Dreiseithöfe am Alt-Leuteritzer Ring sowie ein Nebengebäude eines ehemaligen Dreiseithofs sind Alt-Leuteritzer Kulturdenkmäler.

## Geschichte
Der ursprünglich slawische Rundling Alt-Leuteritz entstand wahrscheinlich bereits im 10. oder 11. Jahrhundert und wurde 1139/1143 in einer auf das Jahr 1071 gefälschten Urkunde (angeblich des Bischofs Benno) als Luderuwice erstmals erwähnt. Der Ortsname geht namenskundlich auf einen Personennamen zurück, entweder auf den mittelhochdeutschen „Liudiger“ oder auf eine Verkürzung des altsorbischen „Ludirad“ und bedeutet demnach in Verbindung mit dem sorbischen Suffix „-ovici“ etwa „Siedlung der Leute eines Luder“. Da die Entstehung des Dorfes deutlich vor der Phase der Hochmittelalterlichen Ostsiedlung im Gau Nisan lag, ist eine Gründung durch einen Deutschen nicht wahrscheinlich. Anschließend entwickelte sich der Ortsname über die Formen Luderwitz im Jahre 1296 und das im Jahre 1491 belegte Leuterwitz hin zu Lewderwitz im Jahre 1508. Noch 1575 lebte ein Mann namens Hans Leuderwicz in dem Dorf. Der heutige Name Leuteritz taucht erstmals um 1600 auf.
Leuteritz war mit einer Block- beziehungsweise Streifenflur ausgestattet. Ursprünglich gehörte es zum Burgward Woz in Niederwartha. Georg von Taubenheim war 1468 der Erbrichter des Ortes, der damals ein Lehen des Ritterguts in Wilsdruff war. Seit dem 16. Jahrhundert übten die Schönberger die Grundherrschaft aus und Leuteritz wurde vom Amt beziehungsweise von der Amtshauptmannschaft Dresden verwaltet. Im Jahr 1691 kam es gemeinsam mit Teilen des heutigen Gompitzer Ortsteils Steinbach zum Rittergut Maxen. Auch Adam Rudolph von Schönberg, der letzte Generalpostmeister am kurfürstlich-sächsischen Hof zu Dresden, war im 18. Jahrhundert einer der Leuteritzer Gutsherren. Seit Mitte des 19. Jahrhunderts war Leuteritz eine selbständige Gemeinde.
Eingepfarrt war Leuteritz seit dem 16. Jahrhundert nach Briesnitz. Haupterwerbszweige der ortsansässigen Bauern waren die Landwirtschaft und der Obstanbau. Im Jahr 1857 ging Leuteritz einen Schulverband mit Brabschütz ein. Bis 1970 blieb Leuteritz selbständig, hatte zuletzt aber nur noch 200 Einwohner. Infolge einer Gemeindereform in der DDR wurde Leuteritz aufgeteilt. Neu-Leuteritz schied aus der Gemeinde aus und wurde nach Cossebaude eingemeindet. Alt-Leuteritz kam zur Gemeinde Brabschütz und mit dieser 1994 zu Mobschatz, das wiederum am 1. Januar 1999 nach Dresden eingemeindet wurde. Einen vergleichbaren Fall eines solchen Gemarkungswechsels im Dresdner Stadtgebiet stellt Neugruna dar, das von Gruna an Blasewitz kam.

### Einwohnerentwicklung
| Jahr | Einwohner        |
| ---- | ---------------- |
| 1562 | 5 besessene Mann |
| 1764 | 6 besessene Mann |
| 1834 | 103              |
| 1871 | 140              |
| 1890 | 146              |
| 1910 | 172              |
| 1925 | 183              |
| 1939 | 194              |
| 1946 | 259              |
| 1950 | 256              |
| 1964 | 214              |
| 1990 | siehe Brabschütz |